# Posse (Petrópolis)
Posse é um bairro de Petrópolis, sede de seu 5º distrito. Possui uma população de cerca de 10.582 habitantes, segundo o Censo brasileiro de 2010, e está localizado a cerca de 40 km do centro do município, e a 100 km da cidade do Rio de Janeiro, no extremo norte da Serra dos Órgãos. O lugar leva este nome desde pelo menos o século XIX.
Posse se estende por ambas as margens do rio Piabanha, aproximadamente a 500 metros de altitude. É também banhada pelo Rio Preto, que serve de limite com o vizinho município de Areal e onde se encontra uma represa produtora de energia elétrica.
A maioria da população se assenta sobre o vale formado pelo rio Piabanha, mas uma grande parte do distrito se localiza a mais de mil metros de altitude, na localidade chamada Brejal - zona onde a agricultura e o ecoturismo são as principais atividades e cujo clima é ainda mais ameno e onde as temperaturas podem chegar a ser extremas durante o inverno. O Brejal é uma extensa área onde muitos agricultores vivem atualmente, possui duas localidades chamadas de Albertos e outra de Jurity.
Além do comércio, a produção de hortifrutigranjeiros e, mais recentemente o turismo, são as principais atividades econômicas da localidade.
Atualmente desenvolve-se o projeto Distrito Industrial da Posse, que visa o estímulo à implantação de indústrias, e o crescimento econômico no distrito.
São localidades da Posse: Ingá, Noêmia Alves Rattes, Xingú, Nossa Senhora de Fátima, Jacuba, Taquaril, Salão Azul, Contrões, Córrego Grande, Córrego Sujo (Tristão Câmara), Granja Cláudia, Nilton Vieira, Morro da Formiga, Santo Antônio, Boa Vista de cima, Boa Vista de baixo e Rio Bonito.

## História
Alguns dizem que o nome Posse surgiu do fato de que o lugar pertenceu a uma família chamada Carneiros e que portanto, era uma "posse dos Carneiros". A verdade é que a Posse já era um local de trânsito pelo menos desde o começo do século XIX, quando o café na região se tornou um produto importante.
A abertura da Estrada fez com que se fixasse no lugar um posto de muda, que foi o primeiro núcleo conhecido com este nome. A partir de então, vários viajantes, brasileiros e estrangeiros passaram por ali deixaram registro escrito de sua passagem e suas impressões sobre sua beleza. Uma destas pessoas foi a inglesa Isabel, Lady Burton (1831-1861), que poucos meses antes de morrer, começou a escrever sua autobiografia, finalmente terminada por outro autor, na qual cita seu encanto ao passar pela Posse. O texto diz:

"
| “ | The third was Posse, the most important station on the road for receiving coffee. Here thousands of mules meet to load and unload rest and go their ways. This scene was very picturesque. After Posse we began to see more fertile land, and we passed a mountain of granite which, if it were in England or France, would have a special excursion train to it (here no one thinks anything about it..." | ” |
|   | — Lady Burton. |   |

O que se traduziria: "A terceira (muda) era Posse, a estação mais importante da estrada que recebia café. Ali, milhares de mulas se encontravam para carregar e descarregar, descansar e seguir seu caminho. Esta cena foi bastante pitoresca. Depois da Posse começamos a ver mais terra fértil e logo passamos por uma montanha de granito que, se estivesse na Inglaterra ou França, teria uma excursão especial em trem (aqui ninguém presta atenção nisso...)"

Outro autor que mencionou Posse foi Revert Henrique Klumb, que escreveu o livro "Doze horas em diligencia: guia do viajante de Petrópolis a Juiz de Fora", em 1872. Ele era fotógrafo da Casa Imperial e fez, a partir de suas fotos, belas litogravuras, que publicou nesse guia de viagem pioneiro. No seu guia aparece:

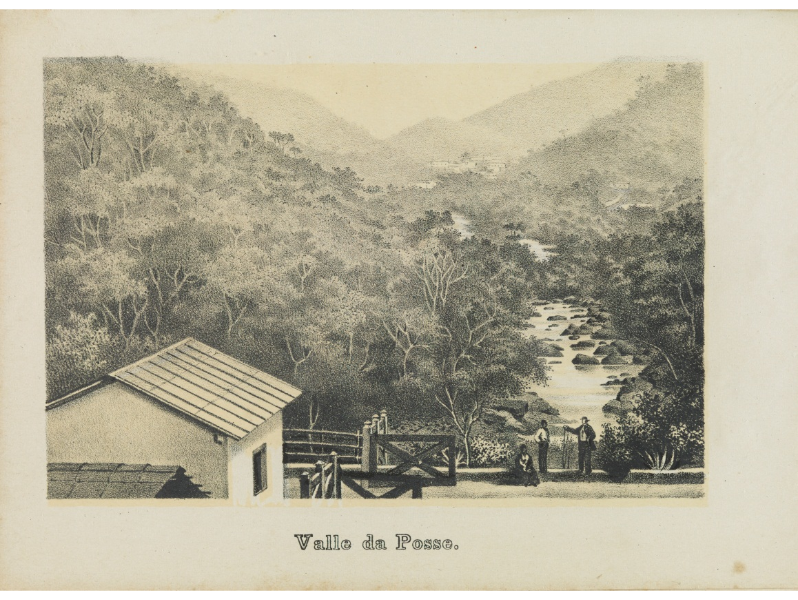
Vista da região de Posse, no caminho das diligências de Petrópolis a Juiz de Fora

Posse - Esta estação é, e será por muito tempo, de grande importancia para a Companhia; ao redor della convergem todos os productos da zona cafezeira do Rio Preto. O seu valle é pittoresco, os rochedos á nossa esquerda e as verdejantes plantações de capim, fazem um contraste agradável á vista. 

Henry Klumb